# Oncophorus crispifolius
Oncophorus crispifolius är en bladmossart som beskrevs av Lindberg 1872. Oncophorus crispifolius ingår i släktet knölmossor, och familjen Dicranaceae. Inga underarter finns listade i Catalogue of Life.